# Освіта в Машівському районі

## Історія
Історія навчальних закладів на нинішній території Машівського району розпочалася в 20-30-х роках XIX ст. у селі Ряське. У цей час там уже існувала церковно-парафіяльна школа. У 1859 році церковно-парафіяльну школу засновано в Дмитрівці, у 1882 р. — школу грамоти в Павлівці, 1884 р. — церковно-парафіяльну школу в Селещині. У 1885 році було земське народне училище в Ряському, церковно-парафіяльна та 2 земських школи в Базилівщині, у 1886 р. — земське початкове училище в Малій Нехворощі, у 1889 р. — школа грамоти в Жуківці (Машівці), у 1890 р. — ще одна церковно-парафіяльна школа в Ряському. А з 1900 року почало відкриватися все більше навчальних закладів: школи грамоти в Андріївці й Ряському, церковно-парафіяльні школи в Кустолово-Суходілці, Машівці, Новому Тагамлику та Ряському, міністерське зразкове училище та школа для дорослих в Новому Тагамлику, у 1902 р. — церковно-парафіяльна школа в Абрамівці й Рубанівці; 1903 р. — Сахнівщинська земська школа, 1904 р. — церковно-парафіяльна школа в Кустолово-Суходілці. На початку XX ст. осередки освіти були вже майже в кожному населеному пункті.
Серед навчальних закладів, що знаходилися в межах нинішньої території району, були заклади різного типу: школи грамоти (нижчий тип початкових шкіл, школи елементарного навчання), земські школи чи училища (школи для надання незавершеної початкової освіти дітям усіх верств населення у сільській місцевості), церковно-парафіяльні / церковно-приходські школи (початкові школи при церковній парафії), народні школи або народні училища (загальноосвітні навчальні заклади початкового навчання, в яких могли навчатися діти всіх верств населення), а також початкові, семирічні, восьмирічні, неповні середні, середні, загальноосвітні, спеціалізовані школи, навчально-виховні комплекси.
Найпершими в селах, як правило, виникали школи грамоти, утворені на громадських засадах у помешканні когось із односельців чи колишніх поміщиків. Це були стихійні навчальні заклади, викладали в них заїжджі вчителі чи освічена молодь. Учні були різного віку, в школах грамоти вони здобували елементарні знання, навчалися читати й писати. Такі школи були відкриті в Павлівці (1882), Базилівщині (1885), Машівці (1889), Жуківці (1894), Андріївці (1910), Михайлівці (1910), Дмитрівці (1913).
З історії виникнення народної школи в селі Селещина наприкінці XIX ст.: у Селещині були поміщиками сім'я Джунковських, згодом садиба і землі залишилися їхній доньці Олені як посаг. Після збору врожаю 1912 року з ініціативи Джунковської Олени Максимівни було вирішено почати будівництво школи, щоб діти селян мали можливість навчатися грамоти. Будували школу всією громадою. Вона стала в дію з 1914 року. Олена Максимівна Джунковська дружила з Констанцією Костянтинівною Лісовською (1860—1920) — українською політичною та громадською діячкою того часу, вчителем, автором багатьох книг — і запросила її вчителювати в Селещині. 1920 року тут вона померла й похована.
Досить розповсюдженими в той час були й церковоно-парафіяльні школи — навчальні заклади із дво-трирічним початковим навчанням, що перебували у віданні місцевої парафії. Такі школи на території району були утворені в селах: Дмитрівка (1859), Селещина (1884), Ряське (1890), Жуківка (1900), Кустолово-Суходілка (1900, 1904), Новий Тагамлик (1900), Абрамівка (1902), Грабівщина (1908), Андріївка (1910), Михайлівка (1912), Кошманівка (1913), Латишівка (1914).
Так, у Жуківській церковно-парафіяльній школі були дві класні кімнати і коридор, маленькі вікна. Перший урок у школі починав священник Громницький, а решту уроків вів учитель Савельєв. Програма початкової школи включала: Закон Божий (6 годин на тиждень, а в губернії — 8), церковно-слов'янська мова (3 год./тижд.), російська мова (8 год./тижд.), каліграфія (2 год./тижд), арифметика (5 год./ тижд.). У 1914 році школа випустила 16 учнів.
Серед інших шкіл були також земські — школи, що перебували у віданні земства (місцевого органу самоврядування), із три-чотирирічним терміном навчання і, як правило, кількома класами-комплектами. Земські школи передбачали навчання з основних предметів: історії, російської мови, арифметики, граматики, закону Божого. Спочатку в школах навчалися лише хлопці, а згодом і дівчата (але деякий час навчання для них проводилося окремо).
Як оповідають Абрамівський та Михайлівський літописи, учні писали грифелем на дошках, які лежали в школі. До початку уроків їх роздавав черговий учень. Лише цінні записи робилися чорнилом на папері. Вчителям дозволялося застосовувати фізичне покарання щодо учнів як один із методів виховання. Оцінок не виставляли, документа про здобуту освіту не давали. Ті, хто хотів навчатися більше і далі, ходили до вчителів (платно), а потім вступали до гімназій у містах.
Земські школи були в переважній більшості сіл району: Селещині (1884), Базилівщині (1885) — дві земські школи, Ряському (1885) — земське народне училище та земська школа (1913), Малій Нехворощі (1886) — земське початкове училище, Новому Тагамлику (1900) — міністерське зразкове училище з ремісничим відділенням та земська школа (1914), Сахнівщині (1903), Михайлівці, Жуківці, Кустолово-Суходілці та Павлівці (1910), Абрамівці (1912), Коновалівці, Новогригорівці (1913), Кошманівці, Щербанях, Свистунівці (1914).
У 1912 році в селі Абрамівка побудовано школу, яка діє й понині. У 2012 році вона відсвяткувала своє 100-річчя. У Ряському в 1913 році з опіки земства за типовим проектом було побудовано земську школу, у повоєнні роки (до 1974 р.) у ній знаходився спортивний зал. У Новому Тагамлику досі зберігся будинок, у якому з 1914 року працювала земська школа. Нині в цьому будинку знаходиться церква.
На межі сіл Щербані та Коновалівка поблизу Селещини у 1914 році збудовано земську школу. Вона проіснувала аж до 1976 року. Зараз у її приміщенні знаходиться Селещинський ДНЗ № 3.
Протягом 1917-1922 років мережа семирічних шкіл зросла більше, ніж у 4 рази. Для дітей шкільного віку відкривалися земські чотирирічні початкові школи, як нові, так і на базі вже існуючих. Батьки, як могли, сприяли навчанню своїх дітей: опалювали школи за власний рахунок, робили ремонт шкільних приміщень, платили за навчання дітей деяку суму. Дуже сутужно було із забезпеченням зошитами й підручниками. Деякі учні все ще користувалися грифельною дошкою, а писали саморобними чорнилами з бузини. Продовжували навчання в місті лише діти заможних батьків.
У Кустолово-Суходілці в 1917 році почала діяти початкова трикласна школа, у якій навчалися окремо хлопці й дівчата. Оскільки початкова освіта стала обов'язковою, влада змушувала всіх батьків віддавати дітей до школи. Ця школа проіснувала до 1936 року.
У Кошманівці в 1918 році з'являється початкова школа, яка охоплює навчанням усіх дітей шкільного віку. Працювала вона в дві зміни, навчання проводилося за державною програмою.
У 1920-тих роках нижчі й вищі початкові та середні школи перейшли у відання Полтавського губернського відділу народної освіти. Масові гоніння на церкву та священників, закриття та руйнація церков, розстріли та висилка священнослужителів відірвали священиків від шкіл, часто в школах не було кому працювати. Аж до 60-х років XX ст. стояла гостра потреба в кваліфікованих учительських кадрах. У часи колективізації, експропріації куркульських господарств, введення непосильного податку для селян, голодомору 1932-1933 років, репресій 1937 року навчання в багатьох сільських школах було призупинене. Народний комісаріат освіти перетворився на орган соціального забезпечення. У 1922-1923 н.р. складався перший державний і місцевий бюджет у галузі народної освіти.
У 1922 році в селі Тимченківка почала діяти початкова школа. Вона була розташована у великому будинку місцевого куркуля Гуменка, який пропав у роки громадянської війни, і мала 4 класні кімнати [10]. Школа діяла до 1967 р.
Переважна частина сільського населення була неписьменною. У травні 1923 року відбувся II Всеросійський з'їзд із ліквідації неписьменності. Щоб охопити людей навчанням, було відкрито лікнепи (школи з ліквідації неписьменності для дорослих) та ШКМ — школи комсомольської / колгоспної молоді. Селян навчали вчителі місцевих шкіл, письменні громадяни, молоді комсомольці та вчителі-партійці. За парти сіли діти, молодь і літні люди. Більшість існуючих шкіл такої кількості учнів вмістити не могла, тому навчання організовувалося по хатах, утворювалися так звані хати-читальні, десятихатки. Крім того в селах діяла Просвіта.
До революції в Полтавській губернії в сільській місцевості не було жодної середньої школи. А в нашому районі ще не було навіть і семирічних. І ось у 1919-1921 рр. Жуківська земська початкова школа почала перетворюватися на семирічну [10]. На початку 20-х років XX ст. у Ряському міністерське училище було перейменоване на семирічну школу. Із 1927 року семирічною стала й Селещинська школа, а до цього учні 5-7 класів ходили до Машівської школи [10]. У 1930 році початкові школи в Кошманівці та Сахнівщині були теж реорганізовані в 7-річні.
У 1923 році рішенням Президії ВУЦВК від 7 березня утворений Машівський район, село Машівка стало районним центром. А станом на 1 січня 1924 року в Машівському районі було 29 трудових шкіл, 65 учителів, які навчали 2262 учні.
До кінця 1930-х років більшість початкових шкіл перетворилася на семирічні, в ряді сіл (Усть-Лип'янці, Кустолово-Суходілці, Малій Нехворощі) будуються нові школи. Жуківська семирічна школа у 1935 році прогресує до середньої, а за нею у 1937 році й Михайлівська та Ряськівська.
У період нацистської окупації (1941-1943) більшість шкіл району призупинили свою роботу. Дуже складним був період відбудови.
У 1947-1948 н.р. мережа шкіл району включала 25 шкіл, кількість учнів зросла з 2177 (1946-1947 н.р.) до 3125 учнів. Діти навчалися в школі з 7-річного віку, діти-сироти та діти інвалідів Великої Вітчизняної війни повністю забезпечувалися підручниками й зошитами. Міністром освіти УРСР був П. Г. Тичина. Курси підвищення кваліфікації вчителів проводилися лише влітку. День Учителя святкувався в березні. Починаючи з 1950 р. в районі організовувалася робота районного міжколгоспного піонерського табору в с. Ряське.
У червні 1949 р. діють 17 початкових шкіл. Червень 1950 р. — 14 початкових шкіл, 10 семирічних і 1 середня.
Уже в 1933 році в Дмитрівці було створено дитячий патронат для дітей, чиї батьки померли від голоду. У 1936 році його перейменовано на дитячі ясла. У 1947 році в Машівці теж працює дитячий садок, а в 1949 р. на території сучасної військової частини (Селещина-1) — дитсадок-ясла. Пізніше дошкільні заклади з'являються у Базилівщині й Селещині (1950-ті рр.), Андріївці (1965), Михайлівці (1967), Кошманівці (1968), Новому Тагамлику (1970), Ряському (1971), Малій Нехворощі (1973), Абрамівці й Кустолово-Суходілці (1972), Павлівці (1976), Коновалівці, Сахнівщині й Сонячному (1977). У 1951-1955 рр., влітку діяли сезонні дошкільні колгоспні майданчики. До контролю за їх роботою на громадських засадах залучалися вчителі шкіл, відповідальними за організацію роботи призначалися завРМК. У 1957 році діяло 39 ясел (колгоспних дитячих установ), для організації навчально-виховної роботи в них залучалися ряд педпрацівників шкіл району.
У 1952-1953 н.р. в районі діють 2 середні школи, десять 7-річних та 12 початкових шкіл. Література в шкільних бібліотеках систематично перевірялася на ідейну витриманість і придатність. Персональну відповідальність за це несли директори шкіл, крім того призначався районний цензор. Невідповідна література вилучалася.
У шістдесятих роках XX століття семирічні школи було реформовано у восьмирічні, а деякі — в середні. До кінця 1960-тих років припинили існування 14 початкових шкіл району: Артюхівська, Богданівська, Вовчебалківська, Грабівщанська, Григорівська, Дорошівська, Зорянська, Коновалівська (ближня Коновалівка), Куличанська, Новопавлівська, Новопавучанська, Тарасівська, Тимченківська, Шевченківська.
На початок 70-х років, а саме в 1972-1973 навчальному році в районі було: 7 середніх шкіл (Кошманівська, Кустолово-Суходільська, Машівська, Михайлівська, Новотагамлицька, Ряськівська, Селещинська), в яких навчалися 2185 учнів, 11 восьмирічних шкіл (Андріївська, Абрамівська, Базилівщинська, Дмитрівська, Коновалівська, Малонехворощанська, Павлівська, Сахнівщинська, Селещинська, Сонячна, Старицьківська), якими було охоплено 1118 учнів, 11 початкових шкіл (Жирківська, Калинівська, Коновалівська, Лизівська, Любимівська, Миронівська, Першотравнева, Петрівська, Свистунівська, Селещинська, Усть-Лип'янська), які навчали 173 учні та філії шкіл у Козельщині, Огуївці й Іскрівці; 9 освітянстких дитячих садків (Базилівщинський, Кошманівський, Кустолово-Суходільський, Машівський, Михайлівський, Новотагамлицький, Селещинські № 1, 2, 3), якими охоплено 210 дітей.
Приблизно через 10 років ситуація з мережею навчальних закладів у районі вже дещо змінилася: середніх шкіл — 7, восьмирічних — 9, початкових — 7, дитсадків — 27. Навчанням у школах охоплено 3135 учнів, дошкільними закладами (освітянськими, відомчими й колгоспними) — 1107 дітей.
Із вересня 1989 року здійснено перехід на 11-річний термін навчання. До школи пішли діти-шестирічки. Розпочато комп'ютеризацію навчального процесу. Із 1992 року в закладах освіти району діє психологічна служба.
У 2001-2002 н.р. здійснюється перехід на 12-річний термін навчання та 12-бальну систему оцінювання навчальних досягнень учнів. На той момент у районі працювали: 11 загальноосвітніх шкіл І-ІІІ ступенів, з них один навчально-виховний комплекс (Новотагамлицький), 6 ЗОШ І-ІІ ступенів, дві початкові школи. Навчанням охоплено 3173 учні, а тринадцятьма ясла-садками — 418 дітей дошкільного віку.

## Сучасні навчальні заклади
Станом на 01 вересня 2016 року в Машівському районі функціонують 32 навчальних заклади:
14 дошкільних навчальних закладів:
- Андріївський ДНЗ «Пізнайко»
- Базилівщинський ДНЗ «Ромашка»
- Дмитрівський ДНЗ «Пролісок»
- Коновалівський ДНЗ «Світлячок»
- Кустолово-Суходільський ДНЗ «Барвінок»
- Кошманівський ДНЗ «Ластівка»
- Машівський ДНЗ «Калинка»
- Михайлівський ДНЗ «Івушка»
- Михайлівський ДНЗ «Теремок»
- Павлівський ДНЗ «Росинка»
- Селещинський ДНЗ № 1 «Малятко»
- Селещинський ДНЗ № 2 «Сонечко»
- Селещинський ДНЗ № 3 «Колобок»
- Селещинський ДНЗ № 4 «Пролісок»
- дошкільні підрозділи при Абрамівському, Кошманівському, Малонехворощанському, Новотагамлицькому, Ряськівському, Сахнівщинському, Сонячному навчально-виховних комплексах

7 навчально-виховних комплексів «ЗНЗ-ДНЗ»:
- Абрамівський
- Кошманівський
- Малонехворощанський
- Новотагамлицький
- Ряськівський
- Сахнівщинський
- Сонячний

3 загальноосвітні школи І-ІІ ступенів:
- Андріївська
- Базилівщинська
- Коновалівська

4 загальноосвітні школи І-ІІІ ст.:
- Дмитрівська
- Кустолово-Суходільська
- Михайлівська
- Селещинська

1 спеціалізована школа І-ІІІ ст.:
- Машівська

1 вечірня (змінна) школа:
- Машівська

2 позашкільних навчальних заклади:
- Машівський районний Будинок дитячої та юнацької творчості,
- Машівська районна станція юних туристів-краєзнавців

Усього навчальними закладами Машівщини охоплено 2224 особи (617 дітей — ДНЗ, 1557 учнів — ЗНЗ, 50 учнів вечірньою школою).

## Видатні освітяни Машівщини
Зараз у районі працює понад 300 педагогічних працівників. Є серед педпрацівників ті, що свого часу отримали різні відзнаки та нагороди (знайдено дані лише з середини 70-х років XX ст.):
Заслужений учитель УРСР / України:
- Міщенко Раїса Степанівна (Кошманівська школа)
- Мазка Надія Василівна (Андріївська школа)
- Костогриз Віра Іванівна (Машівська школа)
- Роменська Олена Олександрівна (Машівська школа)

Медаль імені А. С. Макаренка:
- Сидоренко Софія Федорівна (Малонехворощанська школа)

Медаль «За трудову відзнаку»:
- Пасіка Володимир Максимович (Малонехворощанська школа)
- Патюк Валентина Олександрівна (Машівська школа)

Орден «Знак Пошани»:
- Іваненко Антоніна Семенівна (Машівська школа)
- Радченко Таїсія Олександрівна (Михайлівська школа)
- Кукоба Ольга Павлівна (Кошманівська школа)
- Чухліб Ніна Іванівна (Кустолово-Суходільська школа)

Орден «Трудового Червоного Прапора»:
- Кукоба Ольга Павлівна (Кошманівська школа)

Почесною грамотою Міністерства СРСР і ЦК профспілки працівників освіти, вищої школи та наукових установ нагороджені: В'яткіна Дарія Іванівна (Машівська школа), Яцура Зінаїда Гнатівна (Кустолово-Суходільська школа), Пізняк Ніна Василівна (Михайлівська школа), Бадран Ніна Іванівна (Михайлівська школа);
Значком «Відмінник народної освіти» нагороджені 40 учителів і 4 педпрацівники дошкільних закладів.
Машівський районний відділ народної освіти (нині — відділ освіти, сім'ї, молоді та спорту Машівської райдержадміністрації) у різні часи очолювали:
- Григор'єва Поліна Михайлівна (січень 1946 — грудень 1949 рр.)
- Ляпота Петро Павлович (грудень 1949 — липень 1951, лютий 1955 — лютий 1959, листопад 1960 — грудень 1966 рр.)
- Цегельник Микола Григорович (липень 1951 — лютий 1955 рр.)
- Галькевич Ольга Леонтіївна (березень 1959 — жовтень 1960 рр.)
- Доценко Микола Пилипович (грудень 1966 — січень 1988 рр.)

Із січня 1988 року й до нинішнього часу відділ очолює Сергієнко Євген Володимирович.